# Alonzo Babers

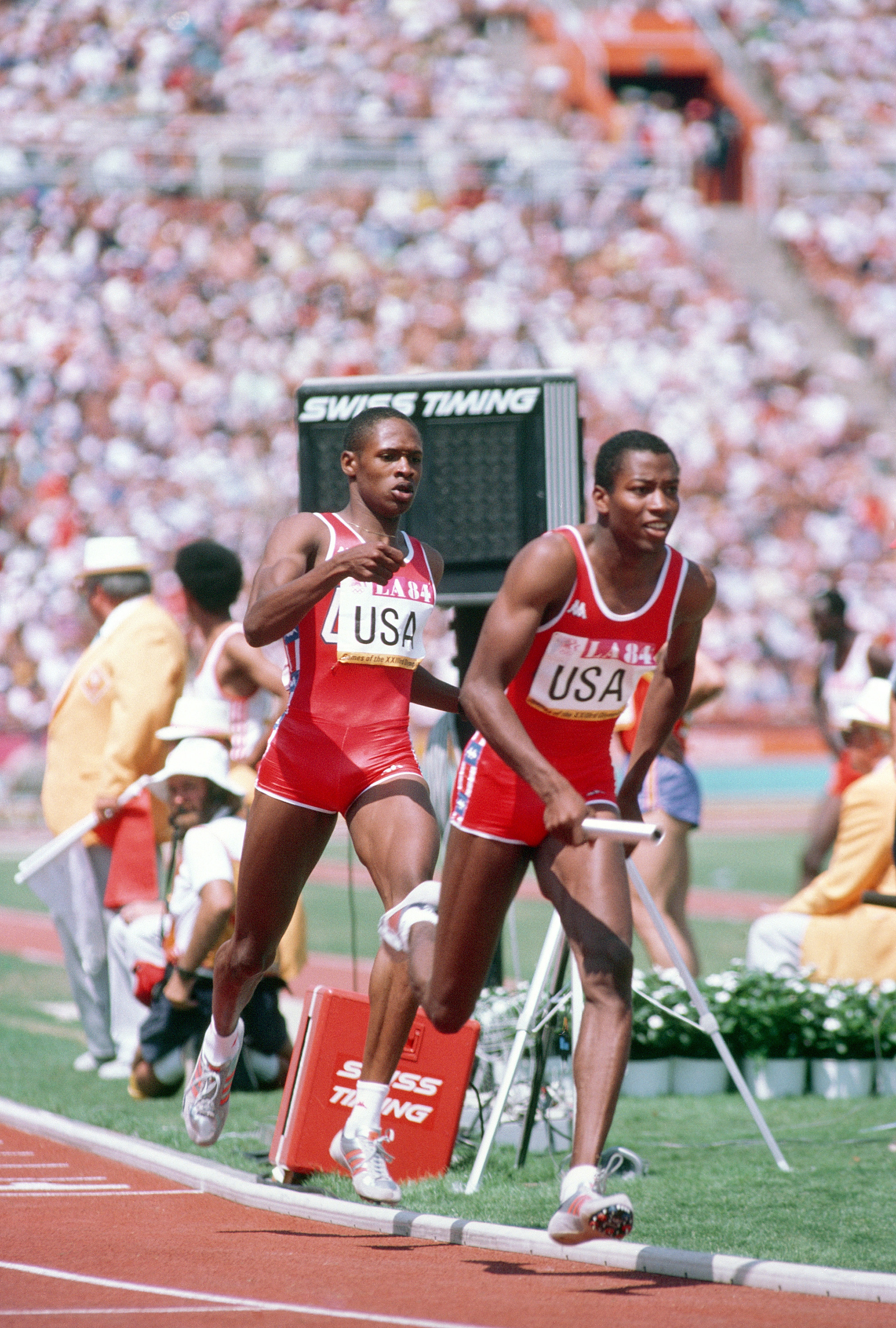
Babers als Schlussläufer der Staffel 1984 in Los Angeles

Alonzo C. Babers (* 31. Oktober 1961 in Montgomery, Alabama) ist ein ehemaliger US-amerikanischer Leichtathlet und Olympiasieger.

## Leben
Babers war von 1979 bis 1983 an der United States Air Force Academy, wo er eine Saison Football spielte und für die Leichtathletik trainierte. Seine beste Zeit war 1982 bei 45,9 s im 400-Meter-Lauf. Er steigerte sich 1983 zu einer Bestzeit von 45,07 s, aber bei den Weltmeisterschaften in Helsinki konnte er nur einen sechsten Platz mit der Mannschaft im 4-mal-400-Meter-Staffellauf erreichen. Babers verbesserte seine Zeit weiter und bei den US-Qualifikationsläufen zur Olympiade erreichte er im Halbfinale eine neue persönliche Bestzeit von 44,95 s. Später, beim Endlauf verbesserte er sich nochmals auf 44,75 s und er qualifizierte sich für die Olympiamannschaft.
Bei den Olympischen Spielen 1984 in Los Angeles lief er im Viertelfinale 44,75 s und gewann die Goldmedaille in einer Zeit von 44,27 s, vor den aus Côte d’Ivoire stammenden Gabriel Tiacoh (Silber) und dem US-Amerikaner Antonio McKay (Bronze). Ebenso gewann er die Mannschaftsgoldmedaille im 4-mal-400-Meter-Staffellauf, zusammen mit seinen Teamkollegen Sunder Nix, Ray Armstead und Antonio McKay, vor den Teams aus Großbritannien (Silber) und aus Nigeria (Bronze).
Noch während des Trainings zur Olympiade wurde Babers zum Second Lieutenant in der United States Air Force befördert. Einen Monat nach seinem zweifachen Gewinn der Goldmedaille bekam er die Möglichkeit zum Besuch einer Flugschule. Er gab den Sport auf und begann seine Karriere als Pilot und blieb bei der US Air Force bis 1991. Heute ist er Mitglied der Reserve. Seit 1992 fliegt er in der zivilen Luftfahrt für die United Airlines.